# 柳潭
柳潭（8世纪—768年），唐朝官员，出自河东柳氏。唐肃宗的驸马。
柳潭父亲柳岑，官至通事舍人，赠秘书监。柳潭哥哥柳澄的妻子是杨贵妃八姐秦国夫人。天宝九年（750年）三月，太子李亨二十二岁的女儿和政郡主嫁给了柳潭。天宝十四年（755年），安史之乱爆发，唐玄宗和太子李亨逃出长安，和政郡主遇到了刚寡居的姐姐宁国公主。和政郡主夺过柳潭的马让姐姐骑，自己与柳潭步行，秦国夫人有势力时，柳潭夫妻不因私事找她帮忙，马嵬坡之变后，秦国夫人临死时，把儿女托付给柳潭夫妻。柳潭夫妻却待他们比待自己的孩子还好。天宝十五年（756年）八月，柳潭夫妻跟着玄宗到了成都，太子李亨在灵武登基为唐肃宗，和政郡主进封和政公主，柳潭拜驸马都尉、银青光禄大夫、太仆卿。柳潭参与平定了郭千仞叛乱，亲率折冲府张义童等拼死搏斗。柳潭与和政公主共生五子三女。广德二年（764年）六月廿五日，和政公主于常乐坊家中去世，时年三十六岁。大历三年（768年），柳潭去世，赠尚书左仆射。柳潭长子柳晟，官至将作少监；次子柳晕，官至邕王傅；三子柳杲娶唐代宗之女义清公主；四子柳昱娶唐德宗第四女宜都公主。